# Circandra
Circandra (лат.) (возможное русскоязычное название — Циркандра) — род растений семейства Аизовые (Aizoaceae) произрастающий на территории Капской провинции ЮАР. Включает один вид — Circandra serrata.

## Название
По некоторым данным, родовое латинское (научное) название Circandra происходит от греческих слов kirkos — «кольцо», andros — «мужской» (имеется в виду расположение тычинок по кругу).

## Ботаническое описание
Circandra serrata — редковетвистые кустарники достигают высоты до 60 см и ветвятся у основания. Стебли гладкие, их диаметр составляет до 5 мм. Листья тонкие, протяженностью до 3,5 см, имеют свободную основу, острые, остро-трехгранные, гладкие и оборудованы зубчатыми краями.
Цветки располагаются на верхушке стебля, они одиночные и сидят на цветоножке, их диаметр может достигать до 5 см. Чашелистиков 5. Лепестки окрашены в яркий желтый цвет. Тычинки короткие, расширяются и срастаются у основания; стаминодии отсутствуют. Завязь образует 5 гнезд, при этом семенные клетки расположены на стенках завязи. Плод представляет собой 5-гнездную коробочку, схожую с плодами растений рода Lampranthus. Ее диаметр может достигать до 12 мм, а кили, исходящие из плода и переходящие в ость, имеют широкие крылья. Семена крупные, их длина составляет до 1,6 мм, поверхность шероховатая.

## Таксономия
Circandra N.E.Br., первое упоминание в Gard. Chron., ser. 3, 87: 126 (1930). Род входит в подсемейство Ruschioideae.

### Виды
По данным сайта Plants of the World Online на 2023 год, род включает один подтвержденный вид:
- Circandra serrata (L.) N.E.Br.